# Basilika San Francesco

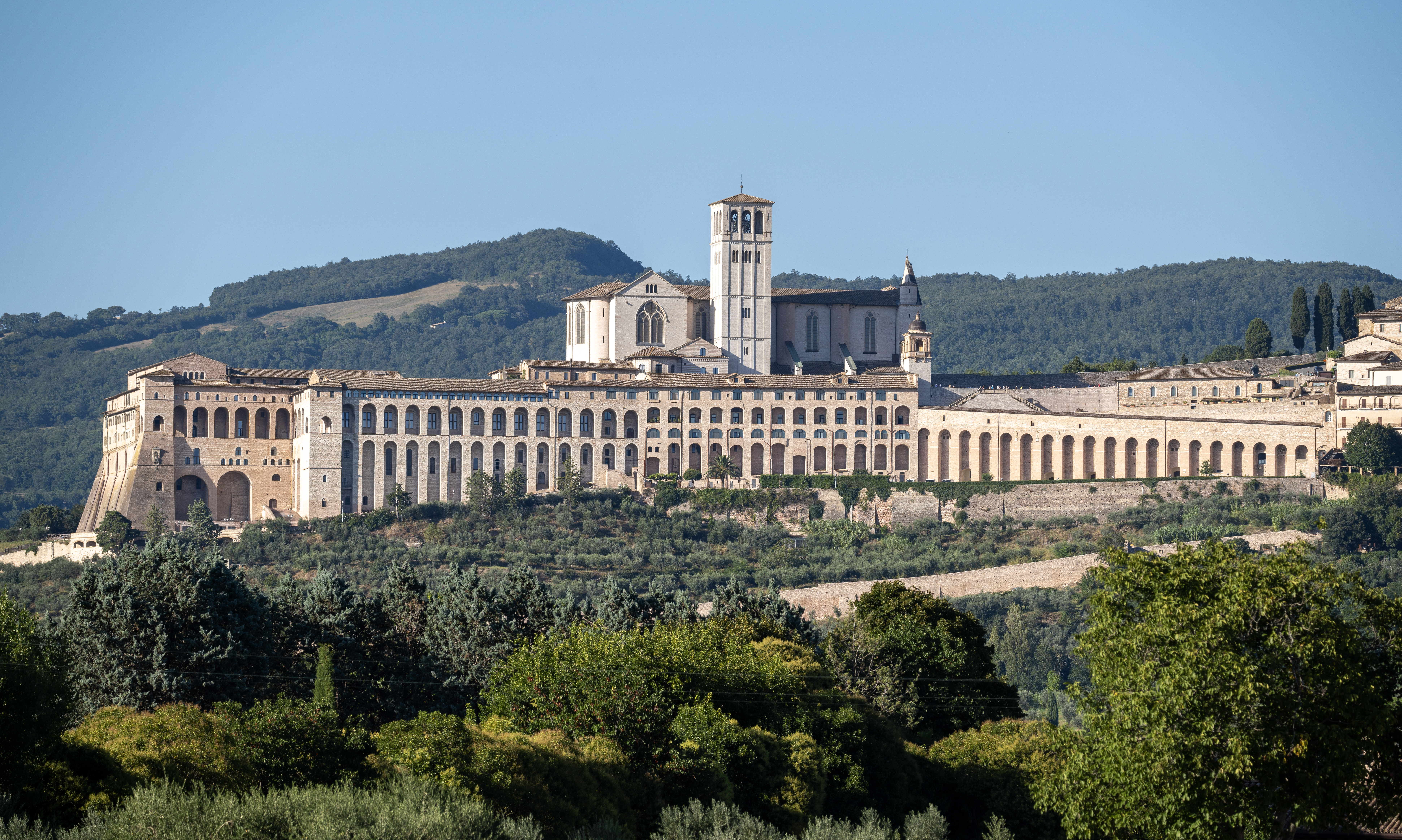
Basilika und Kloster vom Tal aus gesehen

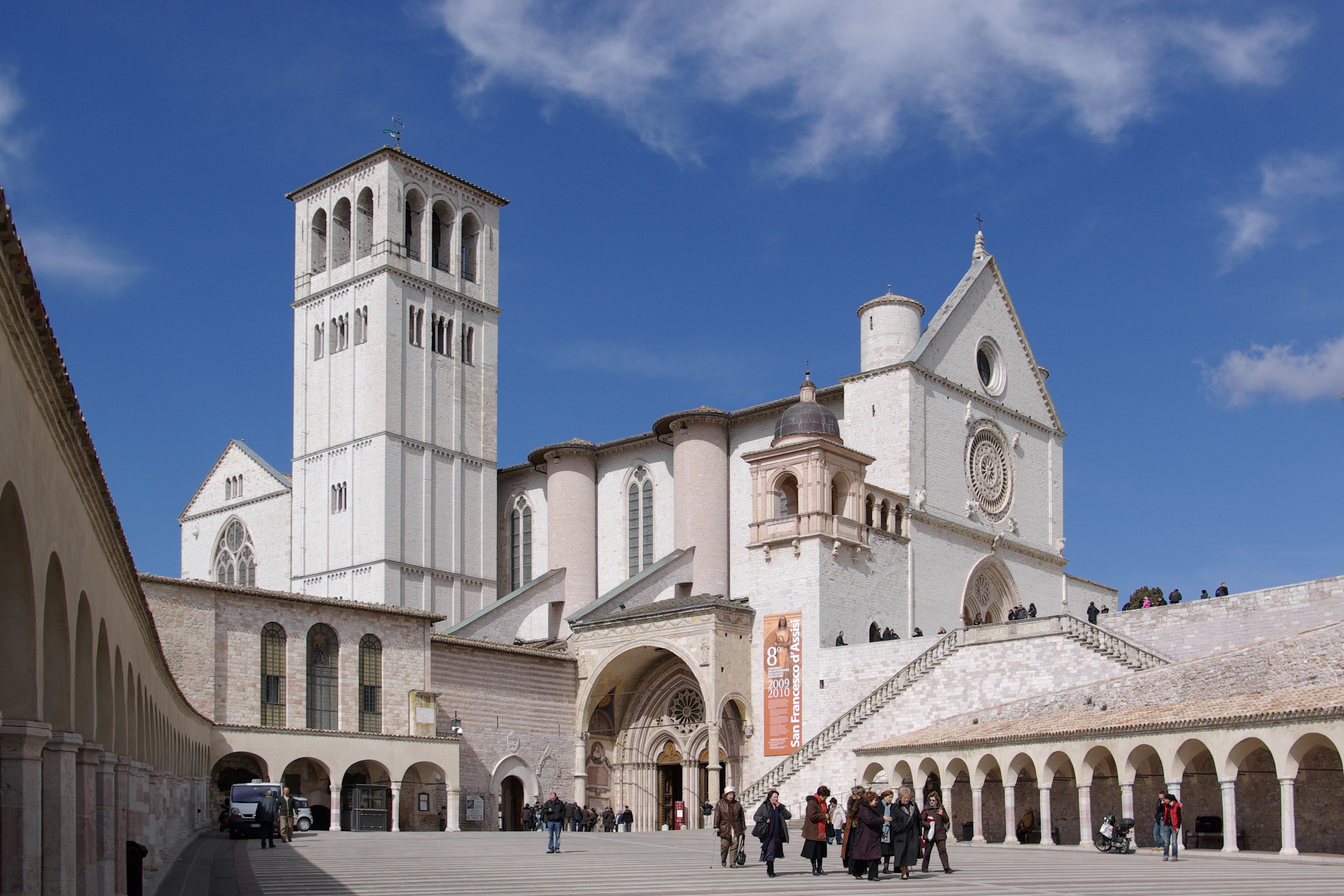
Die Basilika San Francesco mit den Eingängen zur Unter- und Oberkirche

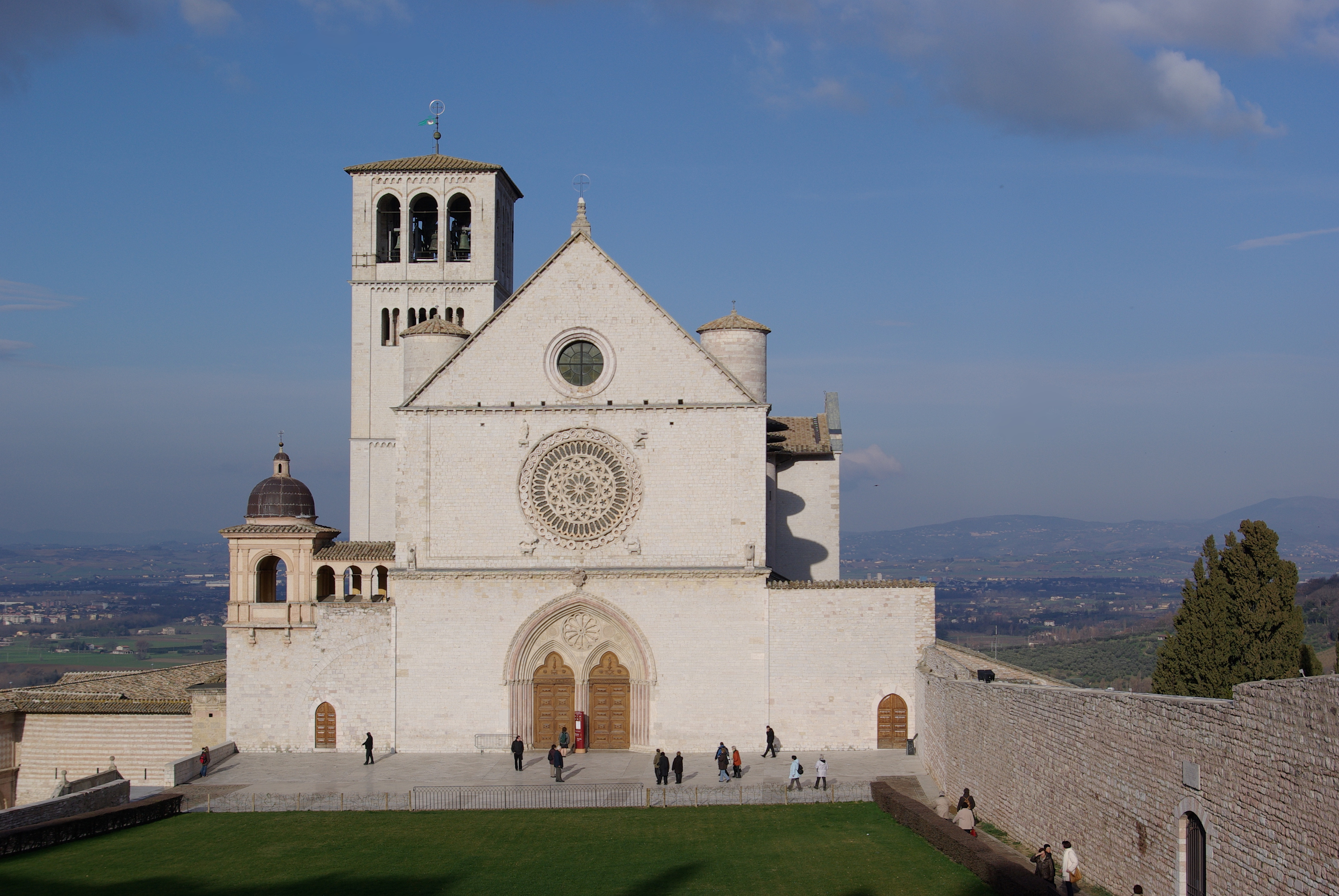
Die Oberkirche San Francesco

Die Basilika San Francesco ist eine Basilika in Assisi, Italien. Sie ist die Grablegungskirche des heiligen Franziskus von Assisi.
Die Basilika ist in Ober- und Unterkirche mit bedeutenden Malereien des Spätmittelalters, unter anderem des Giotto di Bondone, geschmückt. Sie wurde am 26. September 1997 bei einem Erdbeben schwerst beschädigt und mit enormem Aufwand wiederhergestellt.
Papst Benedikt XIV. erhob 1754 die Kirche zur Basilica maior.

## Historischer Überblick

### Geschichte der Grablege
Die Basilika San Francesco liegt am westlichen Ende der Ortschaft Assisi, direkt am Hang des Gebirgszuges Monte Subasio. Dieser etwas abseits gelegene Bereich war einstmals der Ort, wo Hinrichtungen stattgefunden hatten, im Volksmund auch Colle d’inferno (‚Höllenhügel‘) genannt. Hier wollte Franziskus begraben werden, in Erinnerung an Jesus, der ebenfalls an einer Hinrichtungsstätte (Golgota) außerhalb der Stadtmauer von Jerusalem den Tod fand.
Der hl. Franziskus, der schon am 3. Oktober 1226 in Portiunkula verstorben war, wurde zunächst in der Kirche San Giorgio (an der Stelle der heutigen Grabeskirche Santa Chiara für die heilige Klara) beigesetzt. Im Jahre 1230 war die Unterkirche soweit fertiggestellt, dass der Leichnam des Franziskus aus San Giorgio nach hier überführt werden konnte. Aus Angst vor Grabschändung und Reliquienhandel wurde jedoch die Beisetzung geheim gehalten und eine verborgene Felsengruft unter der Vierung angelegt. Erst bei Ausgrabungen im Jahre 1818 wurde sie genau unter dem Altar der Unterkirche wiederentdeckt, freigelegt und zugänglich gemacht. Heute ist diese Stelle ein viel besuchter Wallfahrtsort.

### Baugeschichte

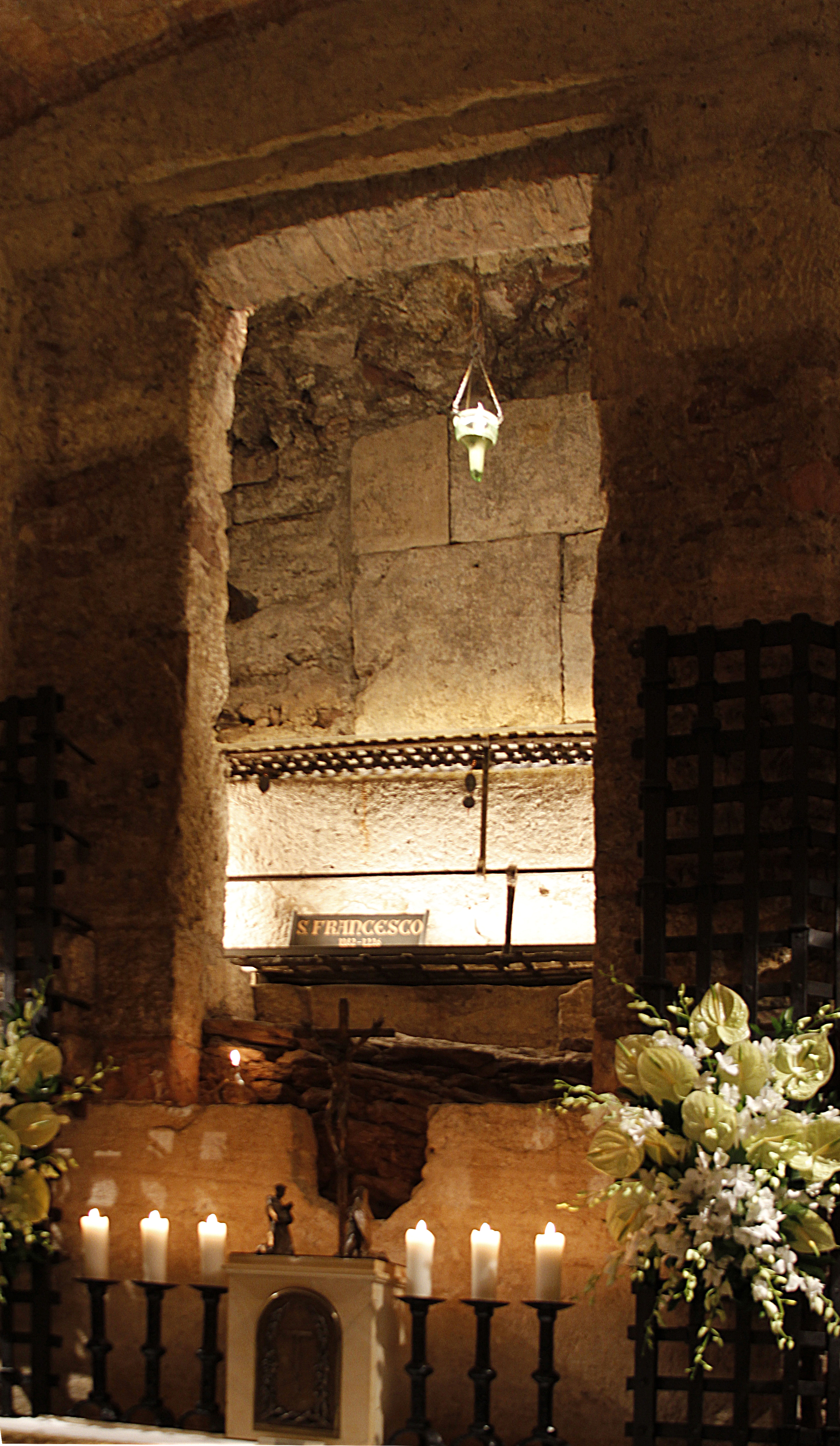
Grab des hl. Franziskus in der Krypta

Mit dem Bau der Basilika wurde im Juli 1228 begonnen, im Jahr der Heiligsprechung von Franziskus durch Papst Gregor IX., der den Bau der Grabeskirche des Heiligen angeregt hatte und am 17. Juli 1228 selbst den Grundstein legte.
Der Kirchen-Komplex der Basilica San Francesco ist als Doppelkirche ausgeführt, mit der Oberkirche Basilica Superiore und einer Etage tiefer der Unterkirche Basilica Inferiore. Ob die Kirche mit Ober- und Unterkirche bereits von Anfang an so geplant war, oder ob sie einer Planänderung während des Baues oder gar in zeitlich unterschiedlichen Bauphasen errichtet wurde, wird in der Literatur noch diskutiert. Untrennbar mit diesen Kirchen verbunden ist das benachbarte Kloster, genannt Sacro Convento, das Mutterhaus aller Franziskanerklöster.
Die Idee zu diesem Komplex mit Unter- und Oberkirche wird auf Bruder Elias von Assisi zurückgeführt, der zunächst Generalvikar und ab 1232 Generalminister des Franziskanerordens war. Ihm oblag bis 1239 die Bauleitung.
In der Basilika San Francesco dokumentiert sich exemplarisch der Wechsel im Baustil von romanisch zu gotisch, der sich regional sehr unterschiedlich von der 2. Hälfte des 12. Jahrhunderts bis etwa Mitte des 13. Jahrhunderts hinzog. Die Unterkirche ist noch im romanischen Stil errichtet, während die Oberkirche bereits im gotischen Stil erbaut ist. Sie gilt als Gründungsbau der Bettelordensarchitektur (oder Bettelordensgotik) und ist die erste speziell für diesen Orden gebaute Kirche. Als Wallfahrtskirche mit ordensinternem Sonderstatus (caput mater) wurde der Bautyp von San Francesco (doppelgeschossige Saalkirche mit Querschiff) nur sehr selten in der Bettelordensarchitektur aufgegriffen. Wichtigstes und bekanntestes Beispiel ist Santa Chiara in Assisi; bereits hier ohne Unterkirche, nur mit kleiner Grablege für die heilige Klara. Allerdings verbreitete sich der Bautyp der schlichten Saalkirche in Folge fast flächendeckend in Europa als mittelalterlicher Gründungsbau zahlreicher Franziskanerkonvente. Wie der Petersdom in Rom liegt sie am „falschen“ Stadtrand und musste gewestet werden, damit die Fassade der Stadt zugewandt ist.
An der Unterkirche wurde wahrscheinlich ab 1227 gebaut. Vermutlich erforderte der Bau aufgrund der Hanglage umfangreiche Erdarbeiten, die vor der Grundsteinlegung erfolgen mussten. Papst Gregor IX. legte dann am 17. Juli 1228 den Grundstein für die Kirche, einen Tag nach der Heiligsprechung des Franziskus. Die Nachricht von einer weitgehenden Fertigstellung im Jahr 1239 bezog sich wohl nur auf die Unterkirche. Angaben, dass möglicherweise bereits Unter- und Oberkirche in diesem Jahr fertiggestellt waren, sind zweifelhaft, weil die Baustile von Unter- und Oberkirche doch sehr unterschiedlich sind und eher auf eine Bauunterbrechung hindeuten, oder zumindest auf eine Planänderung. Die jetzige Form der Kirche entspricht wohl kaum einer einheitlichen Planung, obwohl in der Vergangenheit auch schon diese Meinung vertreten wurde.
Nach einer neueren Vorstellung war zunächst nicht eine Doppelkirche geplant worden, sondern lediglich eine einfache Kirche (die Unterkirche) mit einem Spitzdach und einem offenen Dachstuhl. Das hieße, man hätte anfangs nicht an eine darauf aufsitzende Oberkirche gedacht, was aufgrund der Hanglage nicht verwunderlich wäre. Wäre sie nur als Krypta gedacht gewesen, hätte sie nicht die gleiche Größe wie die Oberkirche haben müssen. Die Einwölbung soll erst später erfolgt sein und um 1300 soll die Oberkirche hinzugekommen sein, die als Papstkapelle gedacht war. Bauherr war Papst Gregor IX. Der Vorstellung, dass zunächst nur eine einfache Kirche geplant war, widerspricht allerdings die Hanglange, denn die Kirche hätte den Vorplatz der Kirche gerade mal mit dem Dach überragt. Eine repräsentative Westfassade wäre kaum möglich gewesen, es sei denn, die (Unter-)Kirche hätte eine ungewöhnliche Höhe gehabt.
Vielleicht wurde die Oberkirche auch erst ab 1244 geplant oder stilistisch umgeplant, als in Paris die Sainte-Chapelle begonnen wurde, auch eine Doppelkirche, die möglicherweise das Vorbild für die Anlage in Assisi war. Die Kirchweihe der Basilica San Francesco fand 1253 für beide Teilkirchen zusammen statt. ‚Weihe’ heißt aber nicht, dass die Bauwerke auch tatsächlich fertig waren. ‚Weihe’ heißt lediglich, dass der Hauptaltar von einem hohen kirchlichen Würdenträger, wenn möglich dem Papst selbst, „geweiht“ wurde. Auf keinen Fall war damals das Freskenprogramm fertig.
Die ganze Anlage wurde im 15. Jahrhundert (1472–1474) von Papst Sixtus IV., der aus dem Franziskanerorden hervorgegangen war, umgestaltet und erweitert, was sich aber vor allem auf die Klostergebäude bezog. Das Grundkonzept für die Kirche blieb erhalten. (Die Renaissance-Vorhalle stammt von Francesco da Pietrasanta, 1487.) Und dieses Grundkonzept bestand – zumindest nach einer anderen Theorie – von Anfang an nicht nur aus den beiden Kirchenteilen, sondern auch aus einem umfassenden Bildprogramm, das von vorneherein feststand. Das ist vor allem daran zu erkennen, dass die Treppenanlagen von der Unter- zur Oberkirche hinauf kein einziges Fresko beeinträchtigen oder zerstört haben, was sie sicher getan hätten, wenn es keine vorherige Gesamtplanung inklusive der Malerei gegeben hätte.

## Unterkirche

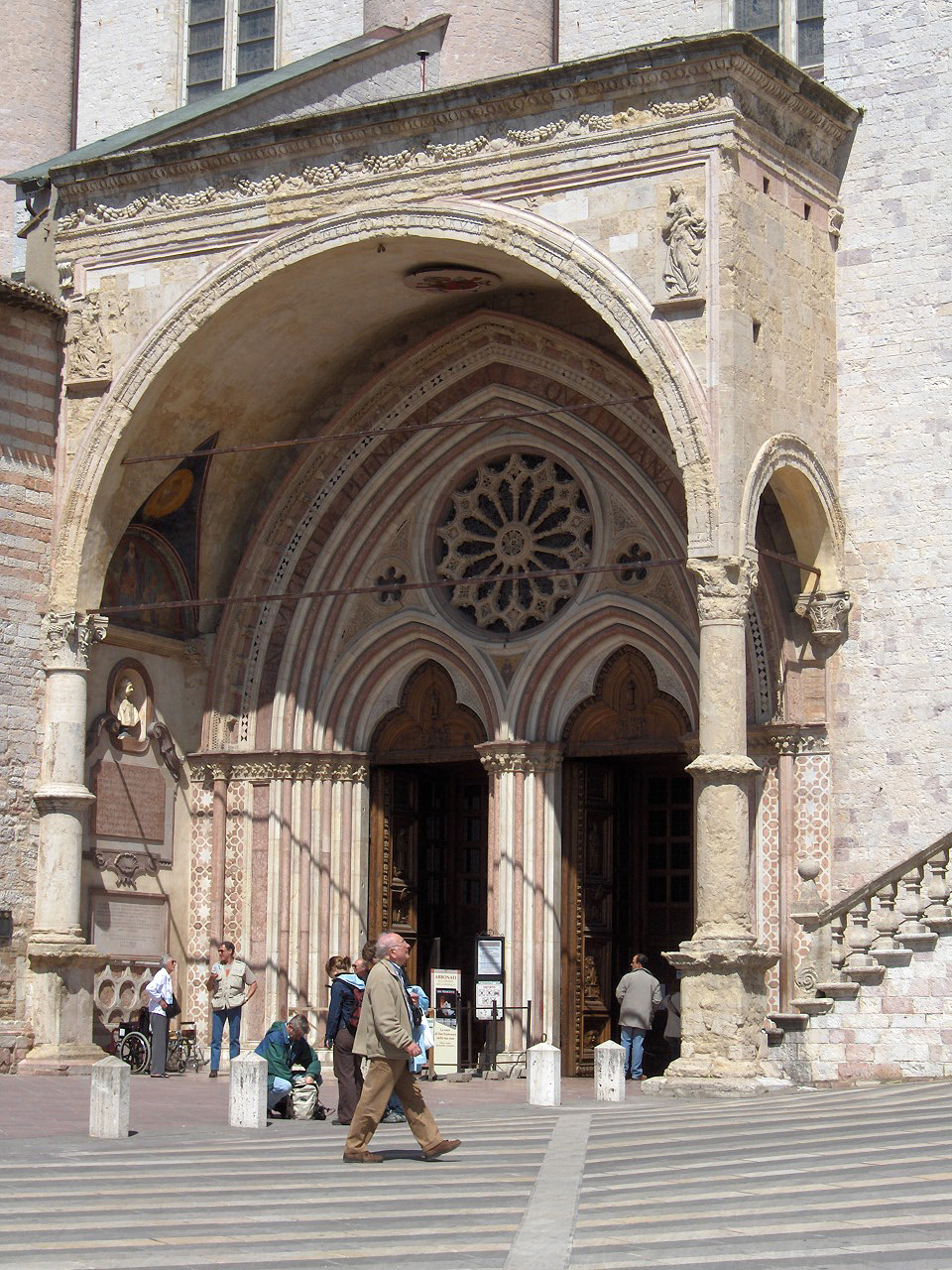
Seiteneingang zur Unterkirche

Die Unterkirche betritt man durch den Seiteneingang in gotischem Stil (2. Hälfte des 13. Jahrhunderts) durch zwei Holztüren (umbrische Handwerkskunst des 16. Jahrhunderts). Gegenüberliegend sieht man ins Vestibül der Kapelle von Kardinal Egidio Albornoz, einem päpstlichen Legaten (von 1350 bis 1367). Die Kapelle ist der heiligen Katharina von Alexandrien geweiht. Die Fresken mit acht Episoden aus dem Leben der Heiligen wurden 1368–1369 von Andreas pictor de Bononia (Andrea genannt – wahrscheinlich Andrea de’ Bartoli (1349–1369), der Hofkünstler von Albornoz – und nicht, wie gewöhnlich fälschlicherweise angenommen, Andrea da Bologna) geschaffen. Die Heiligen in dieser Kapelle wurden von Pace di Bartolo d’Assisi (1344–1368) gemalt.

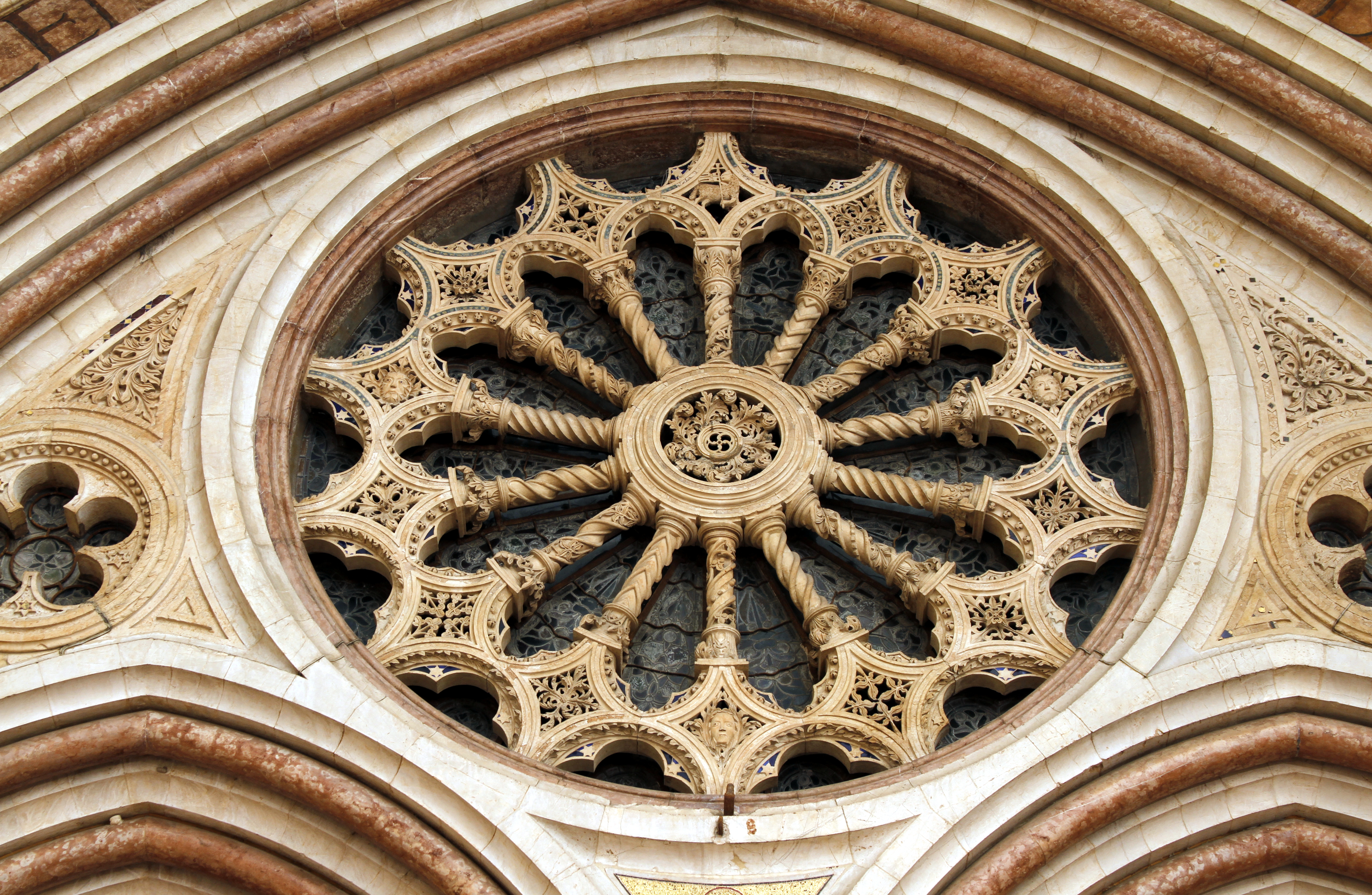
Die Zwickel zwischen den Bogen der Rosette im Portaltympanon sind mit Blattwerk oder mit Blattmasken besetzte Bogenrauten

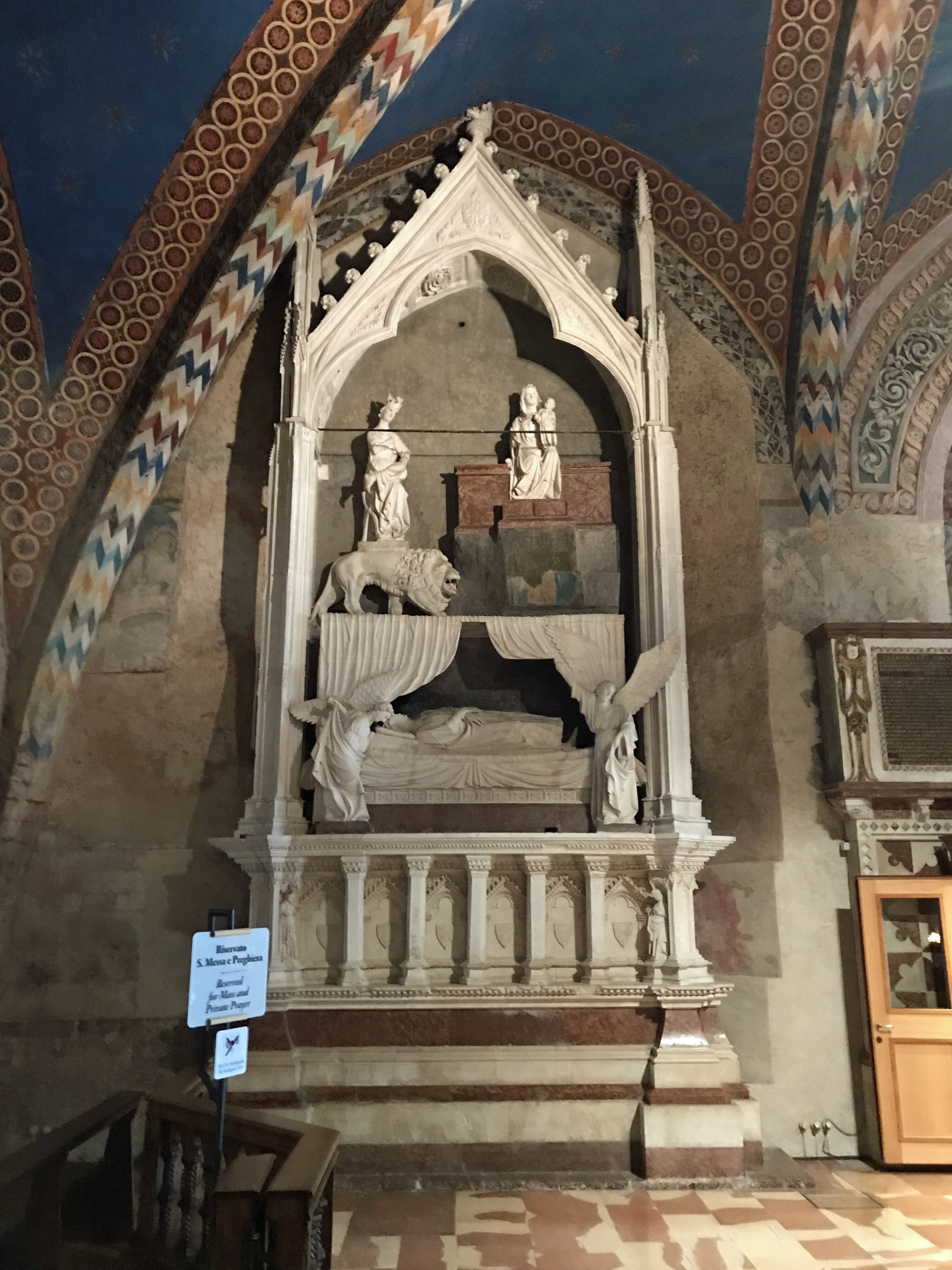
Grabmal von Johann von Brienne, König von Jerusalem und Kaiser von Konstantinopel

Auf der linken Seite befindet sich eine kleine Kapelle, die dem heiligen Sebastian geweiht ist, mit Gemälden, die Szenen aus dem Leben des Heiligen darstellen von G. Martelli. Auf der rechten Seite sind die Grabstätten von Giovanni de’ Cerchi sowie von Johann von Brienne, der König von Jerusalem und Kaiser von Konstantinopel war, zu sehen.
Die Unterkirche besteht aus einem Hauptschiff mit einigen Seitenkapellen. Das Hauptschiff ist mit den ältesten Fresken eines unbekannten Künstlers bemalt, den man „Meister des Heiligen Franziskus“ (Maestro di San Francesco) nannte. Sie stellen rechts Szenen aus der Passionsgeschichte Christi und links fünf Szenen aus dem Leben des hl. Franziskus dar. Die niedrige Decke ist blau mit Sternen ausgemalt.

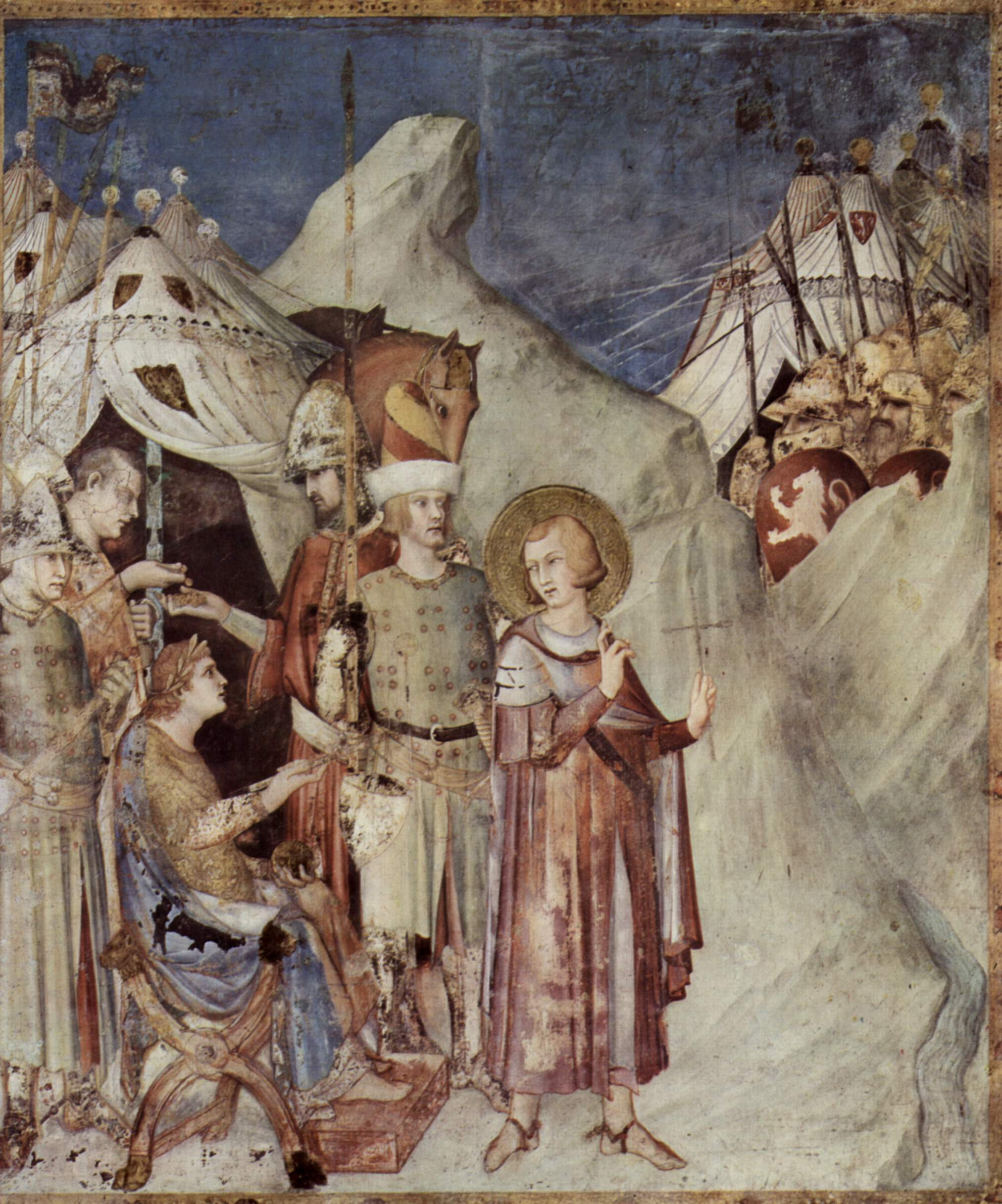
St. Martin kehrt sich ab vom Leben als Ritter (Fresco von Simone Martini)

Die Bilder an den unteren Wänden sind zerstört, nur Reste von Cimabues Jungfrau mit Kind und Engeln sind erkennbar.
Die erste Seitenkapelle links ist dem heiligen Martin von Tours geweiht. Sie wurde für Kardinal da Montefiore gebaut und wurde zwischen 1317 und 1319 mit zehn Fresken von Simone Martini ausgemalt, die Szenen aus dem Leben des Heiligen darstellen. Diese zählen zu den wichtigsten Arbeiten von Martini und bieten beste Beispiele für die Malerei des 14. Jahrhunderts.
Die zweite Seitenkapelle links ist dem hl. Petrus von Alcantara geweiht.
Die Seitenkapellen rechts sind folgenden Heiligen geweiht:
- dem hl. Ludwig von Toulouse und dem hl. Stephan I. mit Fresken von Dono Doni (1575) und gefärbten Glas von Simone Martini
- dem hl. Antonius von Padua mit Fresken von Cesare Sermei (1610)
- der hl. Maria Magdalena

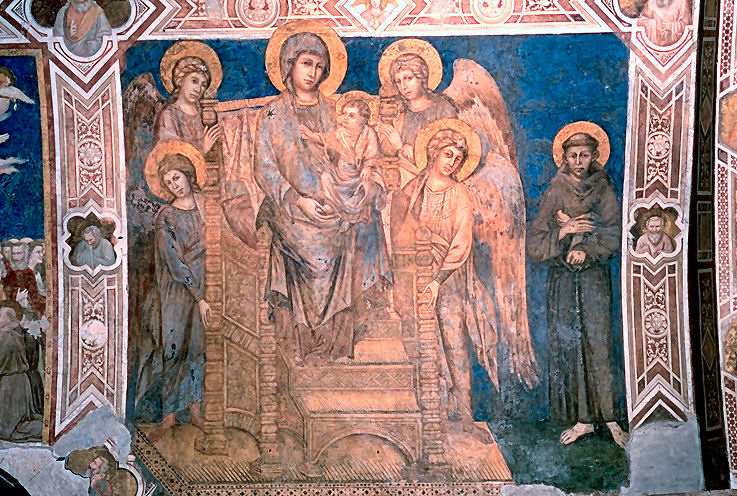
Die Maesta thront mit Engeln und dem hl. Franziskus (Fresco von Cimabue)

Diese Kapelle von Teobaldo Pontano erbaut (Bischof von Assisi von 1296 bis 1329), enthält Gemälde aus der Werkstatt von Giotto di Bondone (um 1320) (von Giorgio Vasari fälschlicherweise Puccio Capanna zugeschrieben).
An den Seitenwänden sind Szenen aus dem Leben der hl. Maria Magdalena dargestellt (über dem Porträt von Teobaldo Pontano), außerdem stehen vorne Büsten von Christus, der Jungfrau Maria, Maria Magdalena und Lazarus.
Die Fresken im rechten Querschiff zeigen die Kindheit Jesu. Sie stammen zum Teil von Giotto di Bondone und seiner Werkstatt, die Weihnachtsszene wurde von dem anonymen Maestro di San Nicola gemalt. Unten werden auf drei Fresken Szenen dargestellt, in denen der hl. Franziskus nach seinem Tod zwei Kindern beisteht. Diese Fresken von Giotto waren zu seiner Zeit revolutionär, da sie Menschen mit Emotionen in realistisch dargestellter Landschaft zeigten.

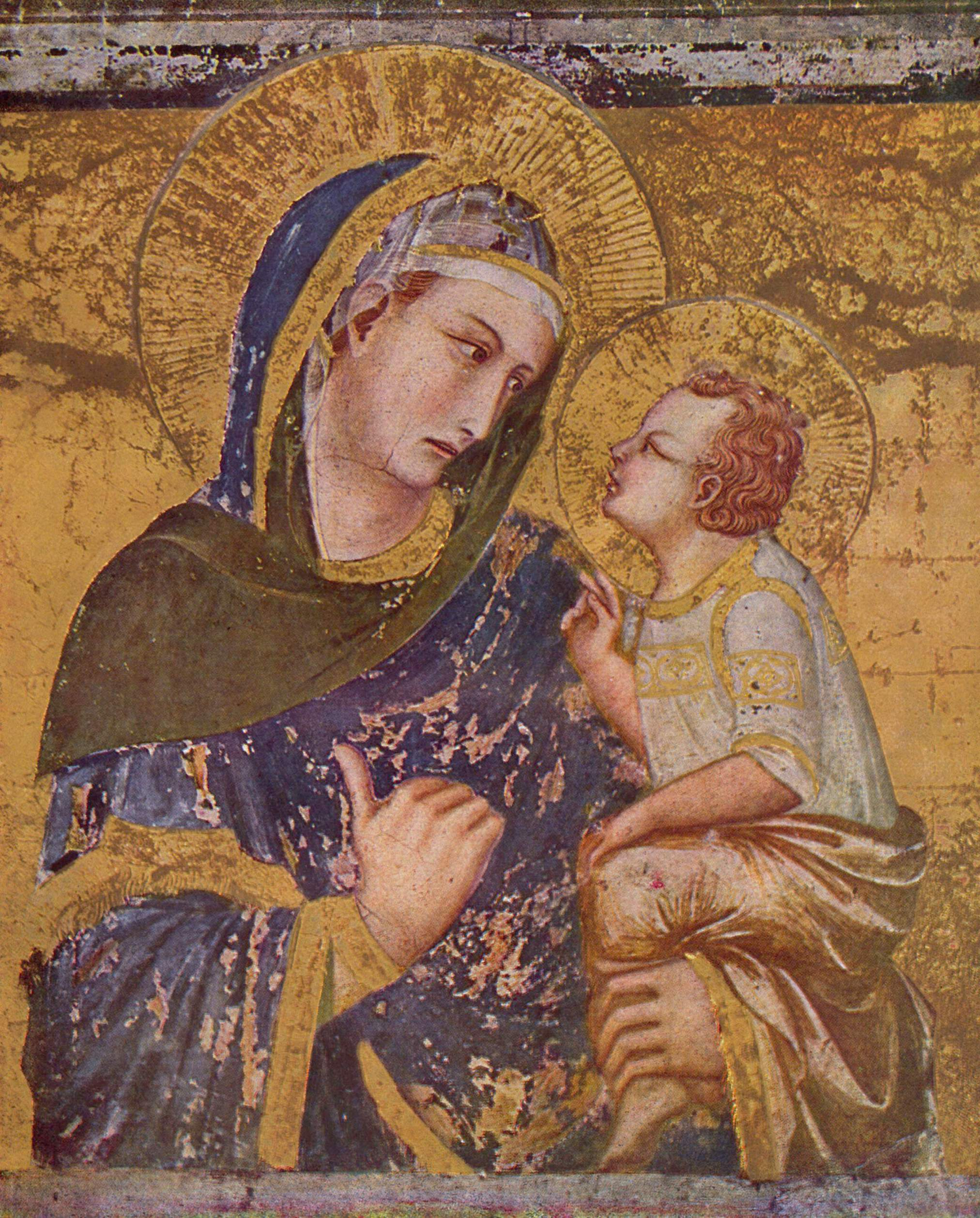
Madonna dei Tramonti (von Pietro Lorenzetti)

An die Wand des Querschiffs malte Cimabue 1280 sein berühmtes Werk Die Jungfrau Maria mit Engeln und dem hl. Franziskus auf dem Thron. Das Bild des Franziskus gilt als eine der authentischsten und ursprünglichsten Darstellungen des Heiligen.
Am rechten Querschiff ist auch die Kapelle des hl. Nikolaus von Myra zu finden, wahrscheinlich im Auftrag des päpstlichen Legaten Kardinal Napoleone Orsini entstanden. Sie ist mit einem Freskenzyklus von zehn Fresken des anonymen „Meisters des St. Nikolauskapelle“ ausgeschmückt (zwischen 1295 und 1305), die Szenen aus dem Leben des Heiligen zeigen. Diese Szenen haben den Freskenzyklus in der Oberkirche beeinflusst, die Szenen aus dem Leben des hl. Franziskus darstellen. Vasari schrieb die Fresken daher fälschlicherweise einem Künstler Giottino zu. Derselbe Künstler malte auch die Verkündigung über dem Eingang der Kapelle.
Das linke Querschiff wurde zwischen 1315 und 1330 von dem Sieneser Maler Pietro Lorenzetti und seiner Werkstatt ausgemalt (von Vasari fälschlicherweise ebenfalls Giotto und Puccio Capanna zugeschrieben). Diese sechs Fresken mit Szenen der Passionsgeschichte Christi bilden seine Meisterwerke, insbesondere das Fresko der Kreuzabnahme ist sehr gefühlsstark. Zum ersten Mal seit der Antike wird hier Schatten dargestellt.

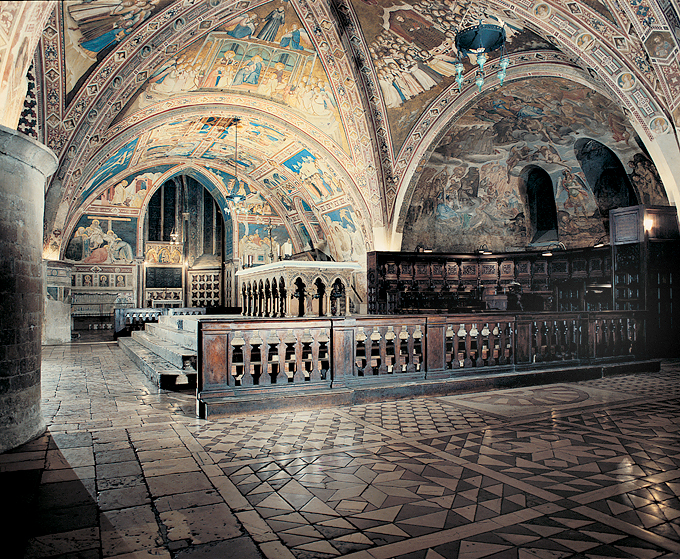
Päpstlicher Altar mit Fresken

Der Zyklus wurde in 330 Arbeitsschritten fertiggestellt, dafür brauchte man mehrere Jahre. Auch in der angrenzenden Kapelle, die dem hl. Johannes dem Täufer geweiht ist, ist ein Fresko von Pietro Lorenzetti zu sehen, die Madonna dei Tramonti.
Der päpstliche Altar in der Apsis wurde aus einem einzigen Felsblock aus Como (1230) gehauen. Um den Altar ranken sich Bögen in gotischem Stil mit Säulen in verschiedenen Stilen. Das hölzerne Chorgestühl wurde 1471 von Apollonio Petrocchi aus Ripatransone mit Hilfe von Tommaso di Antonio Fiorentino und Andrea da Montefalco gefertigt. Die Wände der Apsis sind heute mit der Darstellung des Jüngsten Gerichts von Cesare Sermei di Orvieto (1609–1668) ausgeschmückt.
Die Gemälde an der Decke (1315–1320) zeigen den Triumph des hl. Franziskus und drei allegorische Figuren (die drei franziskanischen Ordenstugenden): den Gehorsam, die Armut und die Keuschheit vom so genannten anonymen Maestro delle Vele, einem Schüler Giottos (um 1330).

### Orgel

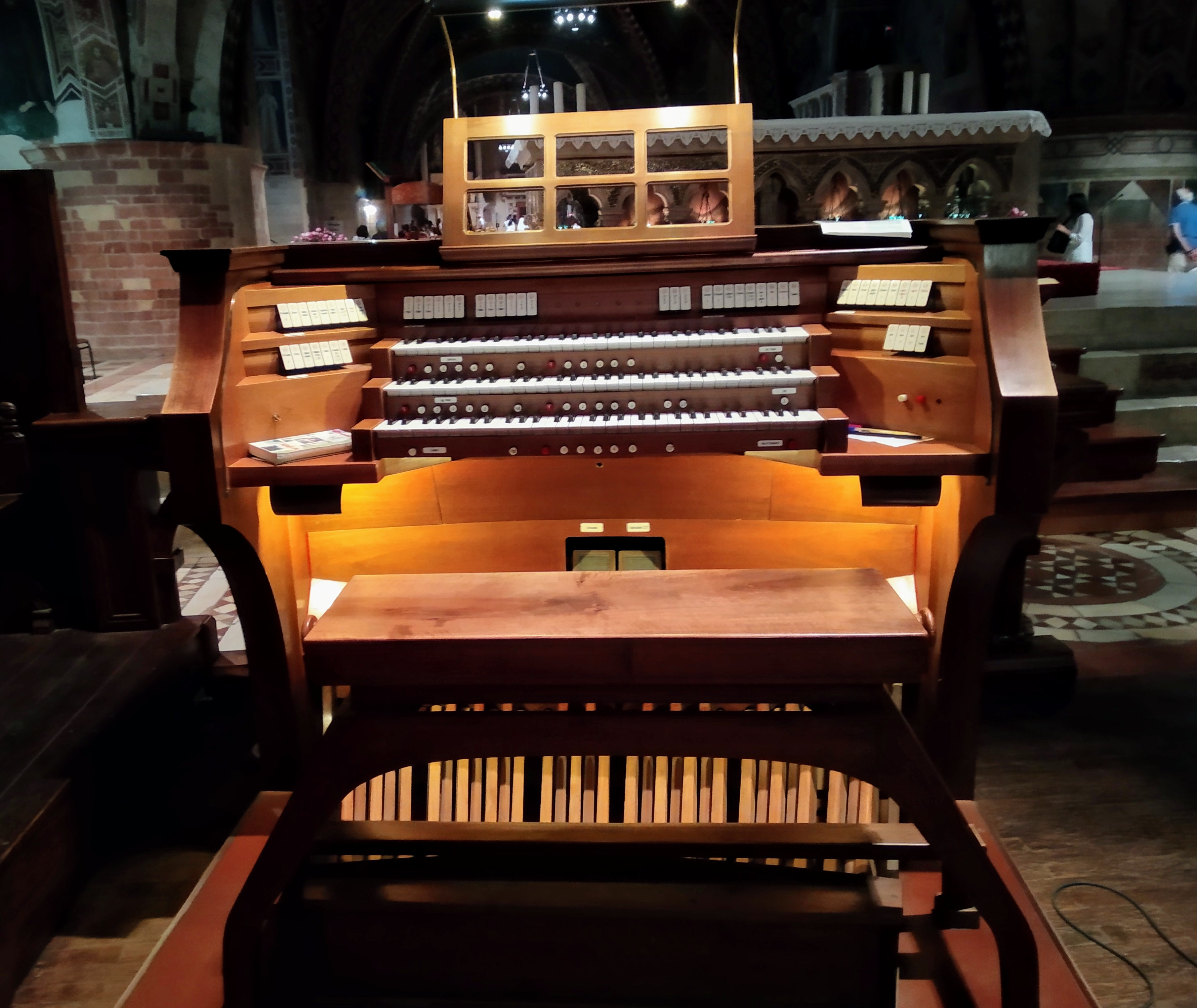
Spieltisch

Die Orgel der Unterkirche wurde 1985 von der Firma Mascioni Orgelbau als Opus 1074 erbaut. Das Instrument hat 33 Register auf drei Manualen und Pedal. Die Trakturen sind elektrisch. Das Instrument lässt sich von einem mobilen Spieltisch aus anspielen.
| I Positivo C-c4 |       |
| Principale      | 8′    |
| Violoncello     | 8′    |
| Ottava          | 4′    |
| Flauto aperto   | 4′    |
| Flauto in XII   | 2 ⁄3′ |
| Quintadecima    | 2′    |
| Decimanona      | 1 ⁄3′ |
| Vigesimaseconda | 1′    |
| Voce umana      | 8′    |

| II Grand'Organo C-c4 |       |
| Principale           | 8′    |
| Flauto               | 8′    |
| Ottava               | 4′    |
| Sesquialtera II      | 2 ⁄3′ |
| Quintadecima         | 2′    |
| Ripieno IV           | 1 ⁄3′ |
| Tromba               | 8′    |

| III Espressivo C-c4 |       |
| Bordone             | 8′    |
| Viola da gamba      | 8′    |
| Principalino        | 4′    |
| Cornetto II         | 2 ⁄3′ |
| Flautino            | 2′    |
| Cimbalo III         | 1′    |
| Oboe                | 8′    |
| Tremolo             |       |

| Pedale C-g1   |     |
| Subbasso      | 16′ |
| Basso         | 08′ |
| Bordone       | 08′ |
| Ottava        | 04′ |
| Flauto        | 04′ |
| Quintadecima  | 02′ |
| Contrafagotto | 16′ |
| Fagotto       | 08′ |
| Chiarina      | 04′ |

## Oberkirche
Die Oberkirche von San Francesco gilt als einer der schönsten Räume der italienischen Kunstgeschichte. Die Kirche ist vom Stil her gotisch, doch entspricht dieser Stil nicht der nordeuropäischen Gotik. Die Oberkirche ist ein farblich reich ausgestatteter, in moderaten Maßen sich bescheidender Raum, der nicht die extreme Höhensteigerung der deutschen oder französischen Gotik zeigt, sondern ein Einheitsraum mit gotischen Elementen ist.
Die Bettelorden bevorzugen solche Kirchenformen gegenüber der traditionellen Einteilung in Mittelschiff und Seitenschiffe. Sie verzichten auch auf den Kapellenkranz im Chor. Dies hat seinen Grund darin, dass es in den Bettelorden nur wenige Priester gab, so dass die zusätzlichen Altäre für die tägliche Zelebration der Priester nicht gebraucht wurden.
Für einen Bettelorden ist dieser Raum architektonisch zu aufwändig, denn das Armutsgebot der Franziskaner verbot solche aufwändigen Gewölbebauten.
Die Franziskaner haben hier also schon zu Beginn ihrer Ordensentwicklung klar gegen ihr eigenes Armutsgebot verstoßen, indem sie einen dermaßen prächtigen Innenraum zuließen.
Dieser Widerspruch ist vor dem Hintergrund des Armutsstreits zu sehen. In der franziskanischen Theologie schon der frühen Jahre hatten sich zwei Fraktionen gebildet, die luxus- und amtskirchenkritischen Spirituali einerseits und die romfreundlichen Conventuali andererseits. Indem Gregor IX. und die folgenden Päpste als Initiatoren, Förderer und geradezu als Bauherren von S. Francesco auftraten, brachten sie die ganze Ordenszentrale im Mutterkloster Assisi unter ihren Einfluss.
Über dem Eingang zur Oberkirche ist eine Fensterrose zu sehen, die vier Figuren umgeben. Diese sind die Symbole für die vier Evangelisten (der geflügelte Mensch ist Symbol für den Evangelisten Matthäus, der Adler ist Symbol für den Evangelisten Johannes, der Löwe ist Symbol für den Evangelisten Markus und der Stier ist Symbol für den Evangelisten Lukas).
Die Glasfenster der Oberkirche sind von deutschen und französischen Künstlern um 1250 gefertigt.
Der Chor enthält Chorgestühl aus 102 Sitzen, geschnitzt und dekoriert von Domenico Indovini (1501). Im Zentrum des Chors steht der erhöhte Papstsitz.
Neben der Oberkirche steht ein Glockenturm, der 1239 fertiggestellt wurde. In dessen Glockenstube hängen sieben Glocken aus den Jahren 1836/37.

### Der Freskenzyklus der Oberkirche

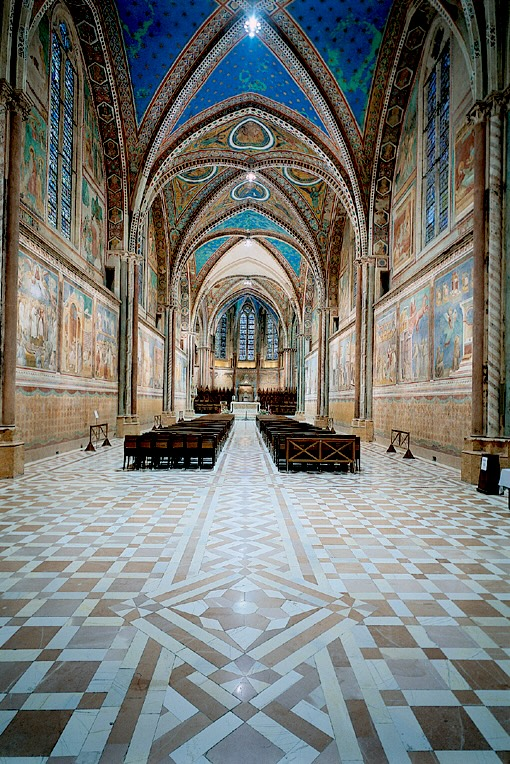
Hauptschiff der Oberkirche mit Fresken von Giotto

Der Grund, warum dieser Raum in der italienischen Kunstgeschichte eine solche Rolle spielt, ist in dem großen Freskenzyklus zu sehen von – wahrscheinlich – Giotto di Bondone, kurz Giotto genannt, der von 1266 bis 1337 lebte und als eines seiner frühesten Werke diese Fresken der Franziskuslegende ab 1296 malte.
Es gab und gibt in der Kunstgeschichte einen langen Streit über die wahre Zuschreibung dieser Fresken. Besonders in Teilen der deutschen Forschung wird die Autorschaft Giottos an den Franziskus-Fresken relativiert. Die italienische Kunstgeschichte war hier aber lange Zeit weitgehend eindeutig für Giotto. Giottos Rolle bleibt unbeweisbar und kann nur durch stilkritische Argumente wahrscheinlich gemacht werden. Bei einem so umfangreichen Freskenprogramm waren zwangsläufig mehrere Künstler beteiligt – was das Problem der „Eigenhändigkeit“ nicht lösbarer macht. „Die Autorschaft Giottos wird heute im wesentlichen auf den Entwurf beschränkt.“
In der Oberkirche sind Szenen aus dem Leben des hl. Franziskus nach der Legenda Maior des Bonaventura dargestellt. Diese Lebensbeschreibung hatte zum Ziel, Franziskus als Evangelisten und Apostel der Endzeit darzustellen, sein Leben als gelebtes Evangelium zu glorifizieren und ihn in einer fortschreitenden Ähnlichkeit zu Christus zu sehen.
Entsprechend dieser Funktion der Fresken, eine enge Beziehung zwischen Franziskus und Christus herzustellen, sind die lebensgroßen Bilder der Sockelzone, die Franziskus gewidmet sind, auf entsprechende Szenen in der Fensterzone darüber bezogen, wo in zwei weiteren übereinander liegenden Bildstreifen Szenen aus dem Alten Testament und solche aus dem Leben Jesu dargestellt sind. Die Bildstreifen bilden eine thematische Einheit. Franziskus und Christus werden im gesamten Raum aufeinander bezogen, ja quasi gleichgesetzt. Dies entspricht der Interpretation, die in der Amtskirche der damaligen Zeit erwünscht war.
An jeder Seite des Langhauses befinden sich 14 Freskenszenen. 14 ist die Symbolzahl des heiligen Franziskus, und zwar als Verdoppelung der Sieben, der Symbolzahl für Christus. Die Verdoppelung der Sieben zur 14 als der Symbolzahl des heiligen Franziskus weist also auf seine Christusähnlichkeit hin.

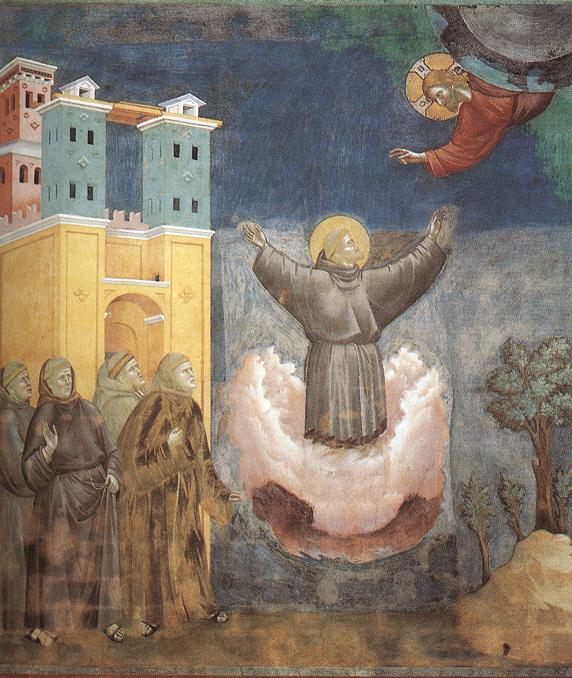
Ekstase des Heiligen Franziskus (Fresco von Giotto di Bondone)

Als zweiter Aspekt kommt hinzu, dass die Figuren in diesen Bildern Vorlagen für die Gestaltung einer Theaterrolle sind. Die zu Ende des 13. und dann im 14. Jahrhundert mächtig werdende neue Volksfrömmigkeit liebte Mysterienspiele, die des Lesens unkundigen Menschen verstanden Bilder leichter als Texte. Giotto hat es verstanden, den Raum in aufeinander folgenden Akten eines Mysterienspiels zu schmücken, so dass den Menschen eine Identifikation mit dem Vorbild des Franziskus ermöglicht wurde.
Es werden hier an den Innenwänden von S. Francesco also nicht nur Entsprechungen zwischen dem Leben Franz von Assisis zum Leben Jesu betont, sondern auch solche zwischen dem privaten Leben eines jeden Gläubigen zum Leben der Heiligen ermöglicht und über diese Brücke hinweg eine Verbindung zu Christus selber gefunden. Das ist der persönliche Zugang zum Heilsgeschehen, der im 14. Jahrhundert eine neue Bedeutung erlebte.

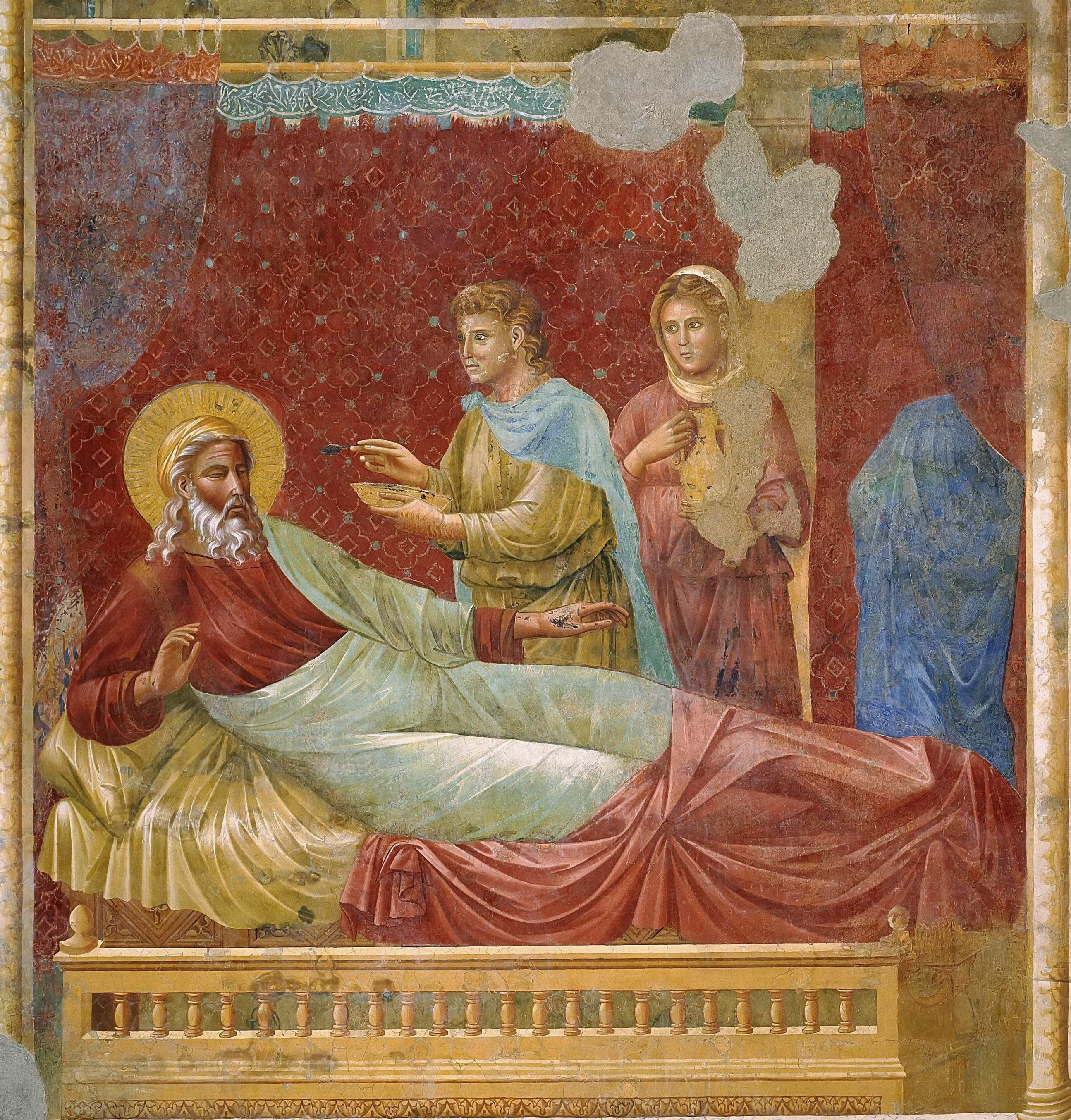
Isaak weist Esau zurück (Fresco dem Giotto oder dem „Isaak-Meister“ zugeschrieben)

Im einschiffigen Raum der Oberkirche sind neben den Fresken von Giotto mit Szenen aus dem Leben des heiligen Franziskus auch 32 Geschichten aus dem Alten und Neuen Testament ausgeführt von der Cimabue – Schule und im Querschiff, in der Vierung und in der Apsis Cimabue – Fresken, die bis 1277 zurückreichen. Werke anderer Meister wie die von Pietro Cavallini und Jacopo Torriti reichen auch bis ins Jahr 1277 zurück. Die Bilder wurden durch das Erdbeben von 1997 schwer beschädigt.

### Zahlensymbolik der Rosette

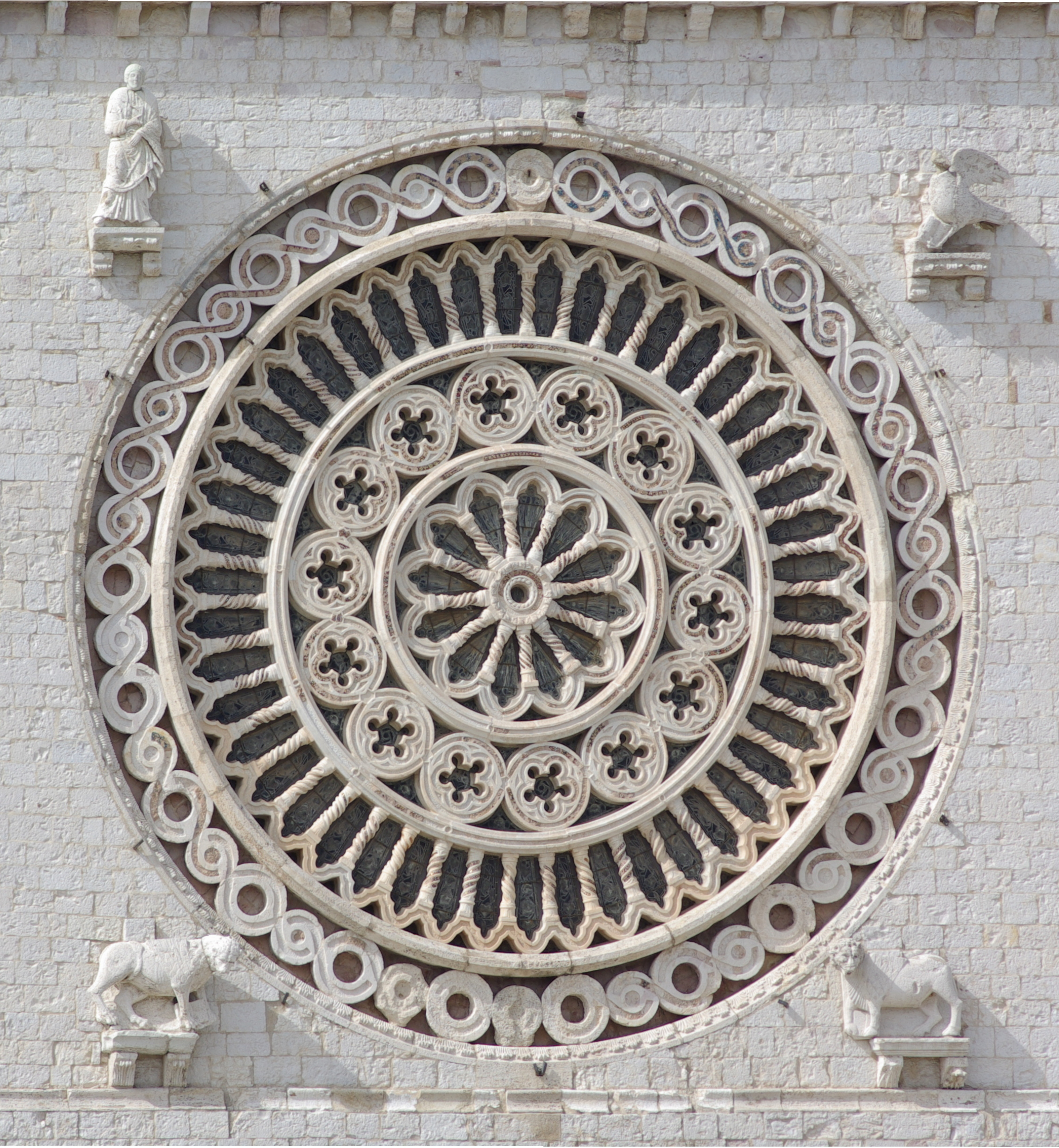
Rosette an der Stirnseite der Oberkirche

Anhand der beiden Rosetten an der Fassade kann man auf die latenten Beziehungen zwischen künstlerischer Form und Zahlensymbolik hinweisen.
Das so genannte Rosenfenster ist ein bekanntes Symbol der mittelalterlichen Architektur: Seine Sonnenform – mit den Stegen als Strahlen – verweist auf Christus. Der Aspekt der Rose verweist auf Maria – die Rose war im Mittelalter das Symbol der Liebe und der Jungfräulichkeit; siehe die Bildform „Maria im Rosenhag“ usw. – und das Rund des Fensters als Form spielt auf die mittelalterliche Kosmologie an, in der der Kreis – als geometrisches Gebilde mit nur einem einzigen Zentrum – als allgemeines Bild der Welt galt. Das Zentrum war natürlich Gott, bzw. Christus, die ausstrahlende Sonne der Welt.
Bei dieser Kirche kommen aber noch spezielle Bedeutungshinweise hinzu: Die untere kleinere Rosette ist in 12 Felder geteilt, womit eine Beziehung zu den 12 Aposteln hergestellt ist, wenn man das Bildprogramm auf der Innenseite mit berücksichtigt.
Die Rosette beinhaltet eine ganze Reihe verschlüsselter Informationen oder Botschaften. Sie besteht aus vier Ringen, die in sich reich differenziert sind. Vom Innenraum aus sind nur die drei inneren Ringe zu sehen. Der äußere ist auf die Wand aufgeblendet. Hier gibt es wieder die Gegenüberstellung von der Drei als himmlischer Zahl im Kircheninneren und der Vier als irdischer Zahl am Außenbau. Von außen nach innen gezählt enthalten die einzelnen Ringe jeweils 44, 46, 14 und 12 Elemente. Die Summe der Elemente der drei von innen sichtbaren Ringe beträgt 72, das Produkt aus 3 (für die Trinität) und 24 (Älteste aus Offb 4,4 ).
1. Im äußeren Ring sind 44 kleinere und größere Kreisformen durch ein Endlosband verbunden. Franz von Assisi lebte 1182–1226, das sind 44 Jahre – entsprechend sind hier 44 Kreise durch ein Lebensband ineinander verschlungen.
2. Im nächsten Ring sind die 46 Einzelformen ursprünglich durch verschiedene Farbigkeit deutlich in zwei Gruppen aufgeteilt gewesen, also 2 mal 23. Die zweite Fassung der Ordensregeln des hl. Franziskus hatte 23 Kapitel.[24]
3. Im dritten Ring sind 14 Kreise aneinandergereiht. Die 14, die Symbolzahl des Franziskus, gab es bereits im Innenraum als doppelte Sieben, der Symbolzahl von Christus.[21]
4. Im Zentrum der Rosette sind wiederum 12 Elemente zu sehen. Hier sind nicht nur die 12 Apostel angesprochen wie bei der unteren Rosette, sondern hier wird wieder Bezug genommen zur Ordensregel, und zwar diesmal auf die letzte und endgültige Version von 1223, die 12 Kapitel hatte.[25]

### Orgel der Oberkirche

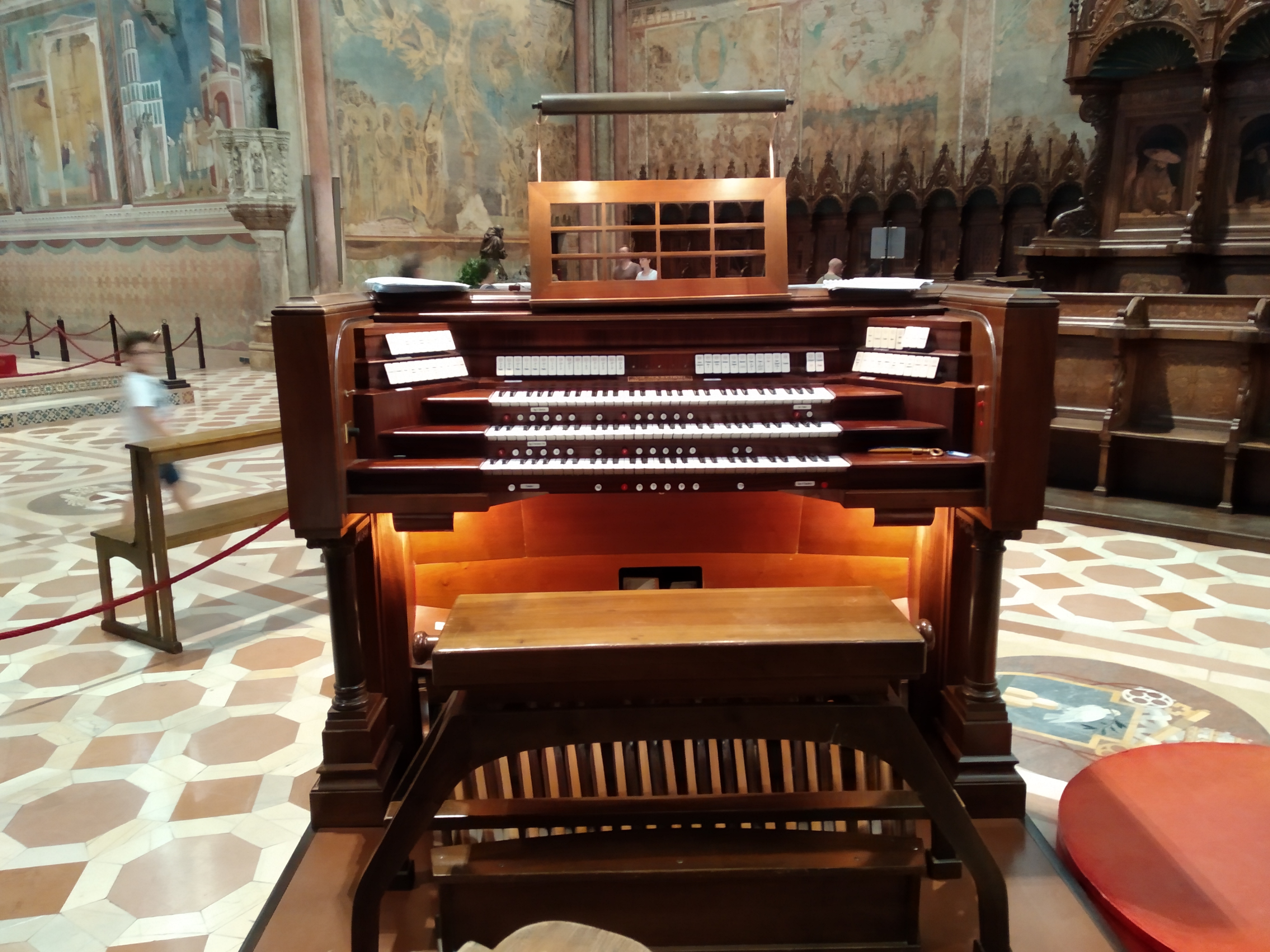
Spieltisch

Die Orgel der Oberkirche wurde 1982 von der Orgelbaufirma Mascioni (op. 1053) erbaut. Das Instrument hat 44 Register (2.705 Pfeifen) auf drei Manualwerken und Pedal. Die Spiel- und Registertrakturen sind elektrisch. Das Instrument lässt sich von einem mobilen Spieltisch aus ansteuern.
| I Positivo C-c4   |       |
| Principale        | 8'    |
| Violoncello       | 8'    |
| Ottava            | 4'    |
| Flauto aperto     | 4'    |
| Flauto in XII     | 2 ⁄3' |
| Quintadecima      | 2'    |
| Decimanona        | 1 ⁄3' |
| Vigesimaseconda 0 | 1'    |
| Voce umana        | 8'    |

| II Grand'Organo C-c4 |        |
| Principale           | 16'    |
| Principale           | 08'    |
| Flauto               | 08'    |
| Ottava               | 04'    |
| Flauto in VIII       | 04'    |
| Sesquialtera II      | 02 ⁄3' |
| Quintadecima         | 02'    |
| Ripieno II           | 01 ⁄3' |
| Ripieno IV           | 02⁄3'  |
| Tromba               | 08'    |
| Cromorno             | 08'    |

| III Espressivo C-c4 |        |
| Corno camoscio 0    | 8'     |
| Bordone             | 8'     |
| Voce celeste        | 8'     |
| Principalino        | 4'     |
| Flauto              | 4'     |
| Nazardo             | 2 ⁄3'  |
| Flauto in XV        | 2'     |
| Flauto in XVII      | 1 3⁄5' |
| Cembalo III         | 1'     |
| Oboe                | 8'     |
| Tremolo             |        |
| Campane             |        |

| Pedale C-g1      |         |
| Contrabbasso     | 16'     |
| Subbasso         | 16'     |
| Gran quinta      | 10 2⁄3' |
| Basso            | 08'     |
| Bordone          | 08'     |
| Corno camoscio 0 | 08'     |
| Ottava           | 04'     |
| Ripieno IV       | 02 ⁄3'  |
| Trombone         | 16'     |
| Tromba           | 08'     |
| Trombina         | 04'     |
| Campane          |         |

## Restaurierungsgeschichte

### Die mehrmaligen Restaurierungen der Fresken
Bei Betrachtung der Kirchenanlage von der Oberstadt aus lässt sich gut verstehen, warum die Giotto-Fresken mehrmals restauriert werden mussten. Bei dieser Lage der Kirche strömt Regenwasser am Berghang auf den Bau zu, durchfeuchtet im Laufe der Zeit die Grundmauern, zieht dann die Wände hoch und greift die Fresken an. Inzwischen hat man ein aufwändiges Drainage-System im Boden des Berghanges verlegt, das das gesamte Regenwasser um die Kirche herumleitet.
Giotto war ein Schüler Cimabues und hat von ihm auch die starken zeichnerischen Konturen übernommen, die auch hier zu sehen sind. Für die Restaurierung ist eine solche Malweise von Vorteil, weil die schwarzen Umrisslinien einfach nachgezogen werden können, ohne das Original in irgendeinem wichtigen Aspekt verändern zu müssen. Eine Theorie besagt, Giotto habe nur die Vorzeichnungen besorgt und die Farben bestimmt. Die Ausmalung habe in den Händen der Schüler gelegen.
1798 versuchte Carlo Fea, die zunehmende Salzverkrustung aufzuhalten.
Wegen der Feuchtigkeit sind auch die Tituli der Fresken im Lauf der Zeit verschwunden, die lateinischen Inschriften unter den Bildern, die den Inhalt erklärten.
In den 1990er Jahren fanden Untersuchungen zum Einfluss von Luftschadstoffen auf die Gefährdungssituation der Fresken statt, bei denen auch deutsche Materialwissenschaftler mitwirkten.

### Das Erdbeben vom 26. September 1997
Das Erdbeben in der Nacht zum 26. September 1997 in Umbrien (5,7 auf der Richterskala) ließ in Assisi zahlreiche Häuser einstürzen. Die Basilika wurde schwer beschädigt. Bei einem weiteren Erdbeben am Mittag des 26. September (Stärke 6,1) stürzte ein Teil des Gewölbes ein. Zufällig war in San Francesco gerade ein Fotograf damit beschäftigt, die Kirche zu fotografieren, so dass der Verlauf des Erdbebens in der Kirche dokumentiert wurde. Zwei Techniker und zwei Mönche, die mit Ausbesserungsarbeiten von dem Erdstoß in der Nacht beschäftigt waren, fanden bei dem neuen Beben den Tod.
Nur wenige Tage später begannen bereits die Restaurierungsarbeiten. Der Staub hatte sich gelegt und die herabgestürzten Steine wurden sortiert. Vor der Fassade wurden große Zelte aufgestellt, in denen in den folgenden Jahren die einzelnen Teile wieder in ihre ursprüngliche Anordnung gebracht wurden, soweit das möglich war, bevor sie wieder im Gewölbe verankert wurden. Nach dem Erdbeben wurden 1276 Tonnen Schutt aus dem Gebäude geschafft und vorsichtig gesiebt. Es mussten insgesamt ungefähr 300.000 Einzelteile wieder an ihre richtige Position gebracht werden – das gelang bei 120.000. Der deutsche Pater Gerhard Ruf, der seit vielen Jahrzehnten in Assisi lebte und 2008 starb, meinte damals, dass 60–70 % der Fresken wiederhergestellt werden können.
Die Gesamtkosten der Restaurierung beliefen sich auf (umgerechnet seinerzeit) 35 Mio. €. Am 28. November 1999 konnte die Oberkirche wieder der Öffentlichkeit zugänglich gemacht werden. Zu diesem Zeitpunkt waren noch nicht alle Rekonstruktionsarbeiten abgeschlossen. Damit hat man das Ziel erreicht, wenigstens die Oberkirche bis zum Beginn des Heiligen Jahres 2000 wieder zugänglich zu machen. Die Unterkirche, die relativ wenig beschädigt war, konnte zwei Monate nach dem Erdbeben wieder geöffnet werden.